# بيدرو غويلرمو
بيدرو غويلرمو هو سياسي دومينيكاني، ولد في 29 يونيو 1814 في جمهورية الدومينيكان، وتوفي في 18 فبراير 1867 في سانتو دومينغو في جمهورية الدومينيكان. انتخب رئيس جمهورية الدومينيكان (15 نوفمبر 1865 – 8 ديسمبر 1865).